# Campionato del mondo di calcio da tavolo 1999
Il Campionato del mondo di calcio da tavolo 1999 si tenne a Delft.

## Medagliere
| Pos. | Paese       | Oro | Argento | Bronzo | Totale |
| ---- | ----------- | --- | ------- | ------ | ------ |
| 1    | Belgio      | 3   | 3       | 4      | 10     |
| 2    | Italia      | 3   | 0       | 1      | 4      |
| 3    | Francia     | 1   | 3       | 2      | 6      |
| 4    | Grecia      | 1   | 0       | 0      | 1      |
| 5    | Portogallo  | 0   | 1       | 2      | 3      |
| 6    | Paesi Bassi | 0   | 1       | 1      | 2      |
| 7    | Austria     | 0   | 0       | 3      | 3      |
| 8    | Germania    | 0   | 0       | 1      | 1      |
| -    | Malta       | 0   | 0       | 1      | 1      |

## Categoria Open

### Risultati

#### Individuale
Prima fase a gironi ed Eliminazione Diretta
| Oro     | Massimo Bolognino            | Italia         |
| Argento | Filipe Maia                  | Portogallo     |
| Bronzo  | Fayçal Rouis Alain Hanotiaux | Francia Belgio |

#### Squadre
Prima fase a gironi ed Eliminazione Diretta
| Oro     | Italia Stefano De Francesco, Giancarlo Giulianini, Gianluca Galeazzi, Massimo Bolognino, Francesco Mattiangeli | Italia           |
| Argento | Belgio Gil Delogne, Alain Hanotiaux, David Ruelle, Antonio Mettivieri                                          | Belgio           |
| Bronzo  | Austria ..., ..., ..., ... Germania ..., ..., ..., ...                                                         | Austria Germania |

## Categoria Under20

### Risultati

#### Individuale
Prima fase a gironi ed Eliminazione Diretta
| Oro     | Efrem Intra               | Italia         |
| Argento | Delphine Dieudonné        | Belgio         |
| Bronzo  | Ouabi Rouis Bessim Golger | Francia Belgio |

#### Squadre
Prima fase a gironi ed Eliminazione Diretta
- Squadre

| Oro     | Belgio Nathan Dupont, Bessim Golger, Delphine Dieudonné, Valéry Dejardin                    | Belgio             |
| Argento | Francia Jean-Guillaume Einsle, Rémi Soret, Cédric Garnier, Nicolas Wlodarczyk, Julien Quere | Francia            |
| Bronzo  | Italia ..., ..., ..., ... Paesi Bassi ..., ..., ..., ...                                    | Italia Paesi Bassi |

## Categoria Under16

### Risultati

#### Individuale
Prima fase a gironi ed Eliminazione Diretta
| Oro     | Nikos Beis                   | Grecia           |
| Argento | Eliza Verhagen               | Paesi Bassi      |
| Bronzo  | Kurt Polidano Nelson Fonseca | Malta Portogallo |

#### Squadre
Prima fase a gironi ed Eliminazione Diretta
| Oro     | Belgio Roanne Torré, Mickaël Casciano, Sami Targui, Alexis Canfin         | Belgio             |
| Argento | Francia Kévin Pouffet, Cédric Garnier, Sébastien Garnier, Cédric Wienecke | Francia            |
| Bronzo  | Portogallo ..., ..., ..., ... Austria ..., ..., ..., ...                  | Portogallo Austria |

## Categoria Veterans

### Risultati

#### Individuale
Prima fase a gironi ed Eliminazione Diretta
| Oro     | Thierry Vivron           | Francia            |
| Argento | David Baxter             | Scozia             |
| Bronzo  | Massimo Conti Renè Bolte | Italia Paesi Bassi |

#### Squadre
Prima fase a gironi ed Eliminazione Diretta
| Oro     | Belgio Marcel Lange, Steve Grégoire, Christian Piron, Fabrice Mazzaglia   | Belgio             |
| Argento | Francia Thierry Vivron, Patrick Rouger, Lionel Abecassis, Philippe Gillet | Francia            |
| Bronzo  | Italia ..., ..., ..., ... Paesi Bassi ..., ..., ..., ...                  | Italia Paesi Bassi |

## Categoria Femminile

### Risultati

#### Individuale
Prima fase a gironi ed Eliminazione Diretta
| Oro     | Cynthia Bouchez                      | Belgio  |
| Argento | Françoise Guyot                      | Francia |
| Bronzo  | Jessica Hardenne Valérie Hoyois-Père | Belgio  |

#### Squadre
Prima fase a gironi ed Eliminazione Diretta
| Oro     | Francia Stéphanie Garnier, Claire Lesage, Irène Lincquercq, Françoise Guyot | Francia |
| Argento | Belgio Jessica Hardenne, Valérie Hoyois, Carole Ferrarin, Cynthia Bouchez   | Belgio  |
| Bronzo  | Austria ..., ..., ..., ...                                                  | Austria |